# Rocles, Allier

Rocles este o comună în departamentul Allier din centrul Franței. În 1 ianuarie 2022 avea o populație de 330 de locuitori.